# Zetting
Zetting település Franciaországban, Moselle megyében. Lakosainak száma 856 fő (2022. január 1.). Zetting Sarreinsming, Wiesviller, Wittring és Siltzheim községekkel határos.

## Népesség
A település népessége az elmúlt években az alábbi módon változott:
| Lakosok száma | 847  | 837  | 857  | 825  | 835  | 844  | 854  | 849  | 856  |
|               | 2013 | 2015 | 2016 | 2017 | 2018 | 2019 | 2020 | 2021 | 2022 |